# 头骨

鼠的头骨（skull）（立體渲染）

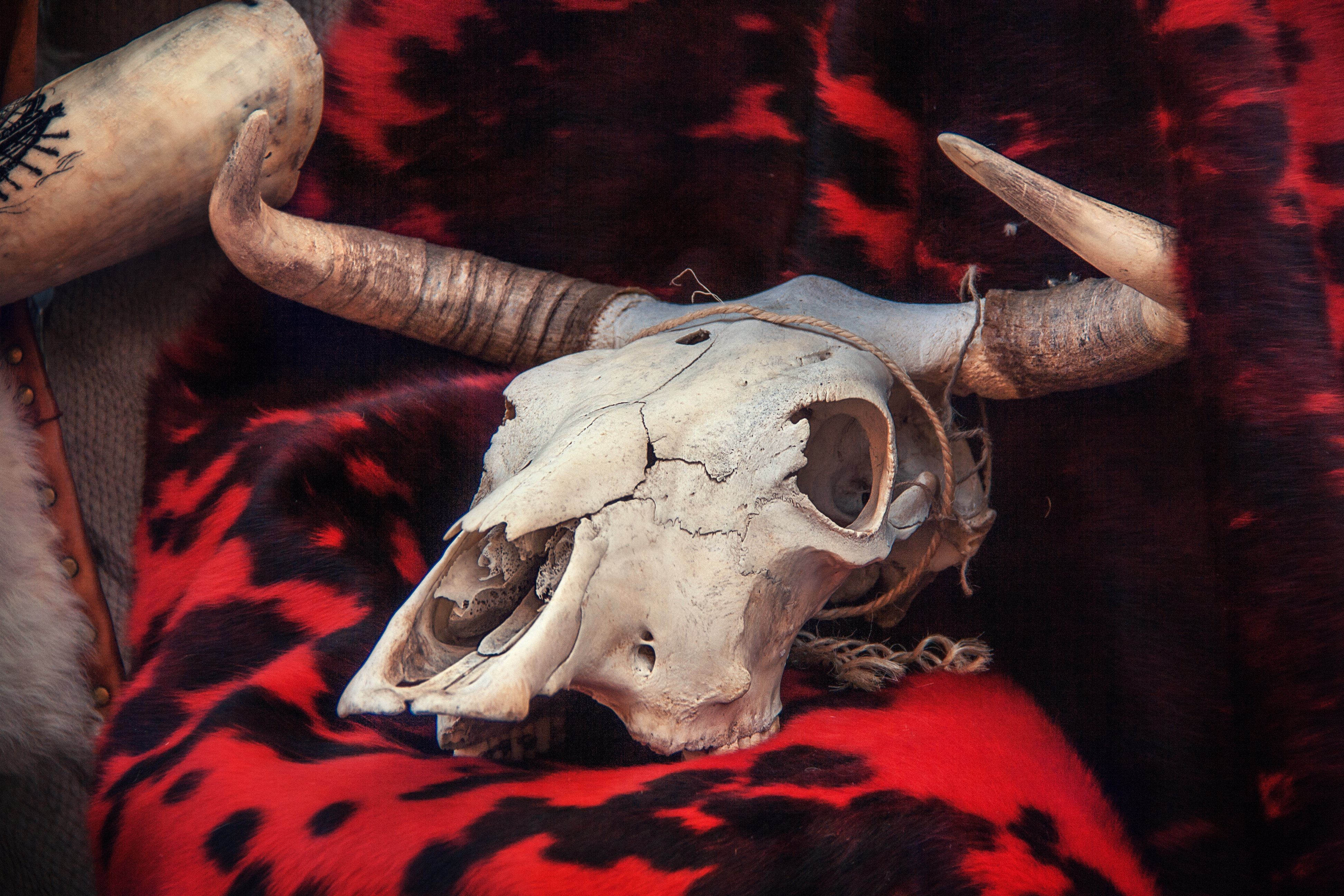
牛颅骨（cranium）不含下颌骨

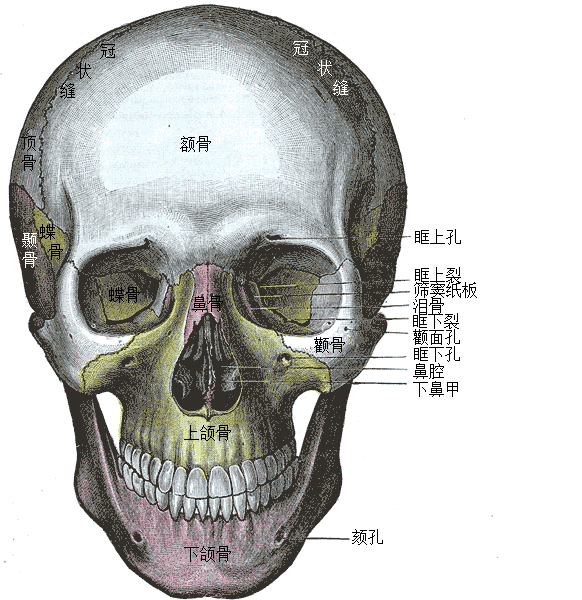
人类头骨（前视图）

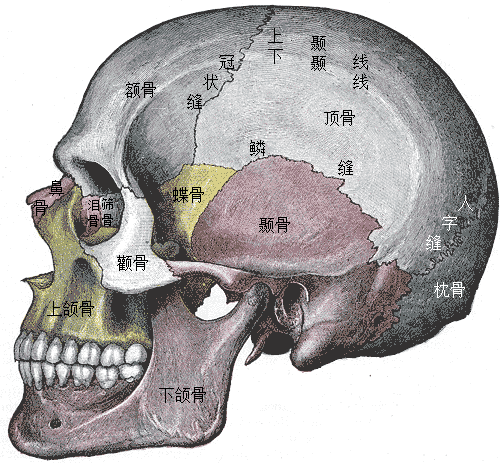
人类头骨（侧视图）

人类头骨示意图

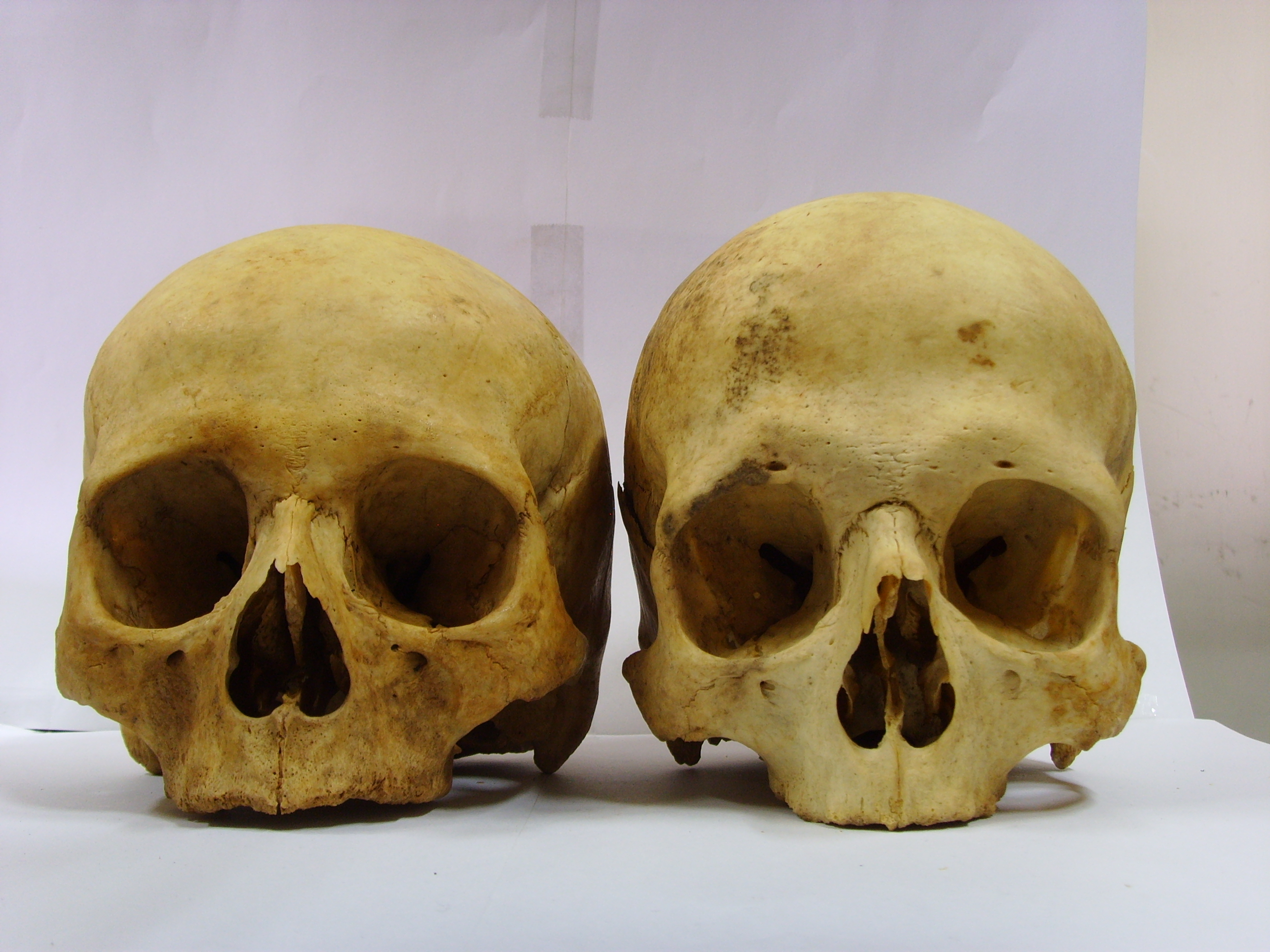
人类颅骨（cranium）“狭义的定义”不含下颌骨

頭骨（skull），是指人類或者許多脊椎動物的頭部骨性結構，分為顱骨、下頜骨兩部分。頭骨之功能為支持及保護腦部、臉部、感覺器官，並構成消化與呼吸系統的起始部。口語「頭顱」是泛稱人的頭部。擁有頭骨的動物稱為有頭動物。
颅骨（cranium）按解剖学“狭义的定义”是指头骨中借膜、缝或软骨牢固结合成的一整体，不含听小骨、下颌骨、舌骨、牙齿，即人体死亡软组织腐烂后，下巴骨脱离的单独球状骨块（如右侧最下方图）。颅骨“广义的定义”则包含下颌骨，亦即等于头骨，而分为8块脑颅（neurocranium）与14块面颅（viscerocranium）；另有将舌骨并入计算，而称共23块骨头。
此外，另有人类头部分为颅部和面部这种说法，此处的“颅部”是指脑颅。

## 人类头骨
人類頭骨通常由22塊骨头组成。除了下颌骨，骨頭間係由骨缝连接，只允许微量的运动。另有解剖学家将舌骨列入头骨范围，而称头骨有23块。
8块骨头组成脑颅，容纳并保护整个脑部，包括大脑和脑干（即中脑、小脑，腦橋和延髓）；14块骨头组成面颅（用於其他动物时亦称“臟颅”或“咽颅”），支撑面部並形成面部轮廓；颞骨包住中耳的6块听小骨；舌骨，功用為支撑咽喉，但通常不被认为是头骨之一部分，因为其与其他骨头並没有任何關節連接。
头骨也包括副鼻腔，连接呼吸上皮细胞和大气管。副鼻腔實際功能不明，有認為可能是为了减轻头骨重量同時不损害强度，或者为了加强声音共鸣。以象为例，副鼻腔非常宽阔。象的头骨因为要附着颈和躯干的肌肉而非常巨大，但它的重量出乎意料得轻。较小的脑颅被宽阔的副鼻腔包围，减轻了重量。
脑膜有三层，包围中枢神经系统的组织。它们是硬脑膜、蛛网膜和软脑膜。
对于人类来说，头骨的解剖位置是法兰克福平面，即眼眶下边缘和耳道上边界所处的水平平面。这个位置是主体直立且平视前方的位置。作为比较，研究其他灵长动物头骨时也会使用法兰克福平面。但那并不代表是自然位置。
骨头通常由膜内骨化和软骨内骨化形成。面颅以及脑颅顶和两侧的骨头由膜内骨化形成，支撑大脑的骨头（枕骨、蝶骨、颞骨和筛骨）大多由软骨内骨化形成。

### 脑颅
脑颅由8块骨頭组成：
- 2块顶骨
- 1块额骨
- 1块枕骨
- 2块颞骨
- 1块蝶骨
- 1块筛骨

他们一同组成颅腔，整个脑部处于颅腔中。颅腔的顶部称为颅顶，颅顶前起眶上缘上方呈弓形隆起的眉弓，后抵上顶线和枕外隆凸，在两侧位置通过上颞线与颞区分界。颅顶的最前方（也就是额头的位置）是额骨，额骨通过冠状缝与后面的两块顶骨紧密结合；两块顶骨之间是矢状缝，顶骨之间还有被称为顶结节的光滑隆起，顶骨再通过人字缝与后方的枕骨相连。颅腔底部称为颅底，由于人脑与外界的绝大多数联系都是通过颅底部进行的，因此颅底有大量的开口，结构显得相当复杂。从内面观察，颅底部又可进一步区分为三个窝室：颅前窝、颅中窝与颅后窝。

#### 颅前窝
颅前窝（anterior cranial fossa）由额骨的眶板、蝶骨体前部、蝶骨小翼和筛骨的筛板构成。颅前窝体积较小，左右对称，容纳大脑半球的额叶，在凹下的正中央前方是被称为鸡冠的纵形骨嵴，两侧是筛骨的筛板，筛板中有许多筛孔，嗅丝从这里通向鼻腔。筛板外侧颅前窝的底由薄而不平的额骨眶板构成，它同时又是额窦和筛窦的顶以及眶顶。

#### 颅中窝
颅中窝（middle cranial fossa）形状如蝴蝶。颅中窝由蝶骨骨体、蝶骨大翼及颞骨岩部构成。分布着除枕骨大孔外几乎所有的开口。颅中窝中间狭窄，凹陷的两侧容纳大脑的颞叶。中间部分是蝶骨骨体，骨体中的空穴称为蝶窦，骨体上方垂体窝及垂体窝后方的骨隆统称蝶鞍，蝶鞍中央凹陷处是容纳脑部垂体的垂体窝，垂体窝两侧与蝶窦仅相隔一薄骨层，大脑垂体位于此处。蝶鞍后方高起的鞍背两侧角称为后床突，蝶骨小翼后缘的内侧端也明显增厚，称为前床突。蝶鞍前方是视交叉沟，沟的两端同时也是垂体窝的外侧是视神经管，视神经从此处通向眶腔。视神经管外侧为眶上裂，动眼神经、滑车神经、三叉神经眼神经支、外展神经由此入眶。蝶鞍两侧有颈动脉沟、破裂孔、海绵窦、圆孔、卵圆孔和棘孔。颈动脉沟为一浅沟，向前通入蝶骨大翼、小翼间的眶上裂。破裂孔则续于颈动脉管内口。海棉窦为一空腔，从眶上裂内侧延伸至颞骨岩部尖端。其内有动眼神经、滑车神经、三叉神经眼神经、上颌神经支、外展神经。海棉窦外侧壁内，又分别排列有动眼神经、滑车神经、眼神经与上颌神经。圆孔、卵圆孔、棘孔分别是三叉神经上颌神经支、三叉神经下颌神经、脑膜中动脉进入入颅腔的通道。

#### 颅后窝
颅后窝（posterior cranial fossa）由枕骨和颞骨岩部构成。容纳脑部的脑干和小脑。颅后窝最大的特征为巨大的枕骨大孔，该孔位于颅后窝中央最低处，连接颅腔与脊髓腔——脊髓与延髓在此衔接。大孔后方可看见称为横沟的浅沟，横沟前方是容纳小脑的小脑窝。横沟与另一条起自枕骨大孔的纵沟相交汇，交汇处形成称为枕内隆凸的十字形隆起，横沟向上延续与颅顶内面的上矢状窦沟连接，向下通枕内嵴连接，两侧续于横窦沟后又转向前下方同乙状沟相连，止于枕骨大孔外侧的颈静脉孔。颈静脉孔内的乙状窦出颅后成为颈内静脉。颈静脉孔又为舌咽神经、迷走神经和副神经进出颅腔的通道。枕骨大孔前方斜面为斜坡。孔的前方外侧有供舌下神经通过的舌下神经管内口。在颅中窝与颅后窝之间为弓状隆起，而弓状隆起后方同时也是颞骨岩部后面开孔称为内耳门，面神经与位听神经经由此处通往颅腔。当从外部观察时，颅底又可分为前部和后部：
- 前部主要为面颅骨，前部中央的被称为骨腭的水平薄板由上颌骨与腭骨构成，骨腭前方是牙槽弓，上腭的牙齿排列在此处。骨腭正中的腭中缝后方是供腭大动脉进入鼻腔的切牙孔。其后方为腭大孔，腭大动脉从此出颅再进入切牙孔。腭大孔的位置在颌第2磨牙、第3磨牙腭侧之间，具体位置则因人而异，主要以第3磨牙腭侧为主。再往后是被鼻中隔后缘分成左右两半的鼻后孔。鼻后孔两侧的垂直骨板称为翼突内侧板。翼突外侧板根部后外方排列着卵圆孔和棘孔。前部两侧是属于颧骨的颧弓。颧弓根部后方有是与下颌头组成关节的下颌窝。窝前缘有称关节结书的隆起。
- 后部中央，鼻后孔后方为枕骨大孔。25岁以后，孔前方的枕骨基底部与蝶骨体直接结合（之前通过软骨结合）。枕骨大孔两侧为枕骨髁，枕骨髁同寰椎侧块上关节的关节窝。其后方为髁孔，髁前方外侧为舌下神经管外口。枕髁外侧，位于枕骨与颞骨岩部之间前后依次分布着不规则的颈静脉孔和圆形的颈动脉管外口。两对颈静脉孔和颈静脉窝之间、枕骨大孔前方是咽结节。颈动脉管外口内侧可见蝶骨、枕骨和颞骨围成的破裂孔，颈静脉孔的后外侧是茎突，颈突前外侧是外耳道。茎突根部后方为茎乳孔。再后方为乳突。最后方为枕骨的枕外隆凸及两侧相互平行的上项线与下项线。颅侧面称为颅侧，颅侧得最前方是额骨，最上方同时也是额骨后方是顶骨，后方为枕骨。顶骨下方是颧骨，顶骨、枕骨与颞骨间以颞鳞缝相接。颧骨与额骨之间还可看见蝶骨大翼，蝶、额、顶、颞4骨相结合处称为翼点，该处位于太阳穴下方，骨质薄。额骨下方可见颧骨与颧弓。颧弓后方可见外耳门，外耳门后方为乳突，前方为茎突，乳突与顶骨和枕骨间的骨缝分别称为枕乳缝于顶乳缝，都是人字缝的延伸。颧弓上方有被称为颧窝的凹陷，容纳颧肌。颧窝下方为容纳咀嚼肌，外形不规则的颧下窝。其前壁为上颌骨和颧骨。卵圆孔与棘孔从颅中窝通向此处，眶下裂从眶腔通向此。颧下窝又通过翼上颌裂通向翼腭窝。翼腭窝向前经框下裂通眶、经蝶腭孔通鼻腔，向经圆孔通颅中窝。

### 面颅
面颅由14塊骨頭组成:
大的部分 -5块
- 2块颧骨
- 2块上颌骨
- 1块下颌骨

眼部 -2块
- 2块泪骨

鼻部 -7块
- 2块鼻骨
- 2块腭骨
- 2块下鼻甲
- 1块犁骨

（舌骨也会被认为是面颅的一部分。）
面颅的骨頭形成了三个腔：
- 眶

### 聽小骨
包含了錘骨，砧骨及鐙骨。

## 結構

### 顳顬孔
顳顬孔是許多種羊膜動物在顳部的特徵，有些動物會在顳骨有兩側對稱的的孔，即為顳顬孔。依動物種類的不同，可能沒有顳顬孔，也可能會有一對或二對顳顬孔，位置會在眶骨及鳞骨的上方或是下方。顳顬孔是否存在及其形態對於包括哺乳類在內的合弓綱動物分類非常重要。有二對顳顬孔的動物稱為雙孔亞綱，包括鳥類、鱷魚、蜥蜴、蛇等，無孔亞綱是頭上沒有顳顬孔的動物，目前目前僅存龜鱉目，而合弓綱是只有一對顳顬孔的動物，包括類哺乳爬行動物及哺乳動物。

## 动物头骨

### 哺乳动物的头骨

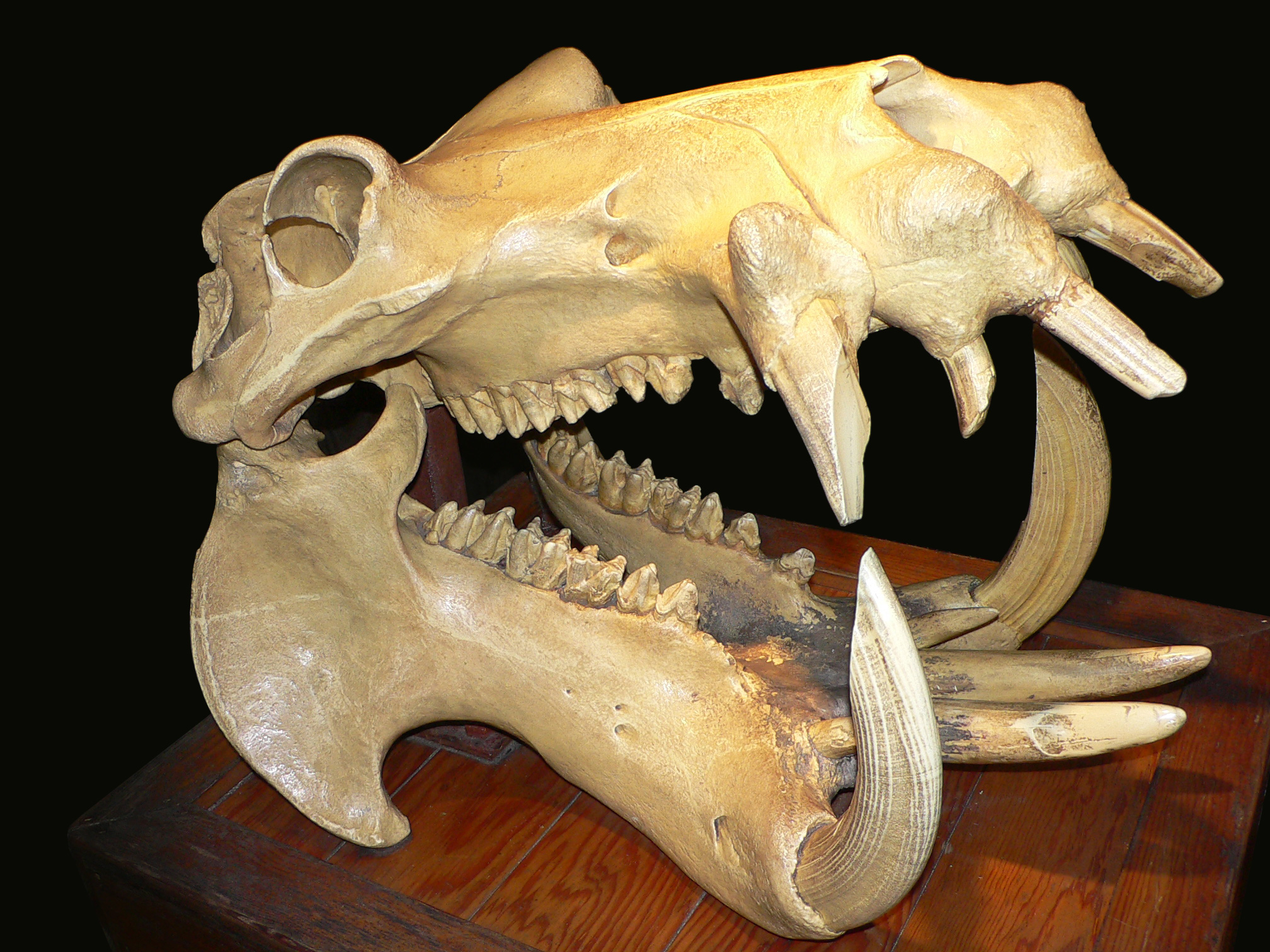
河馬頭骨
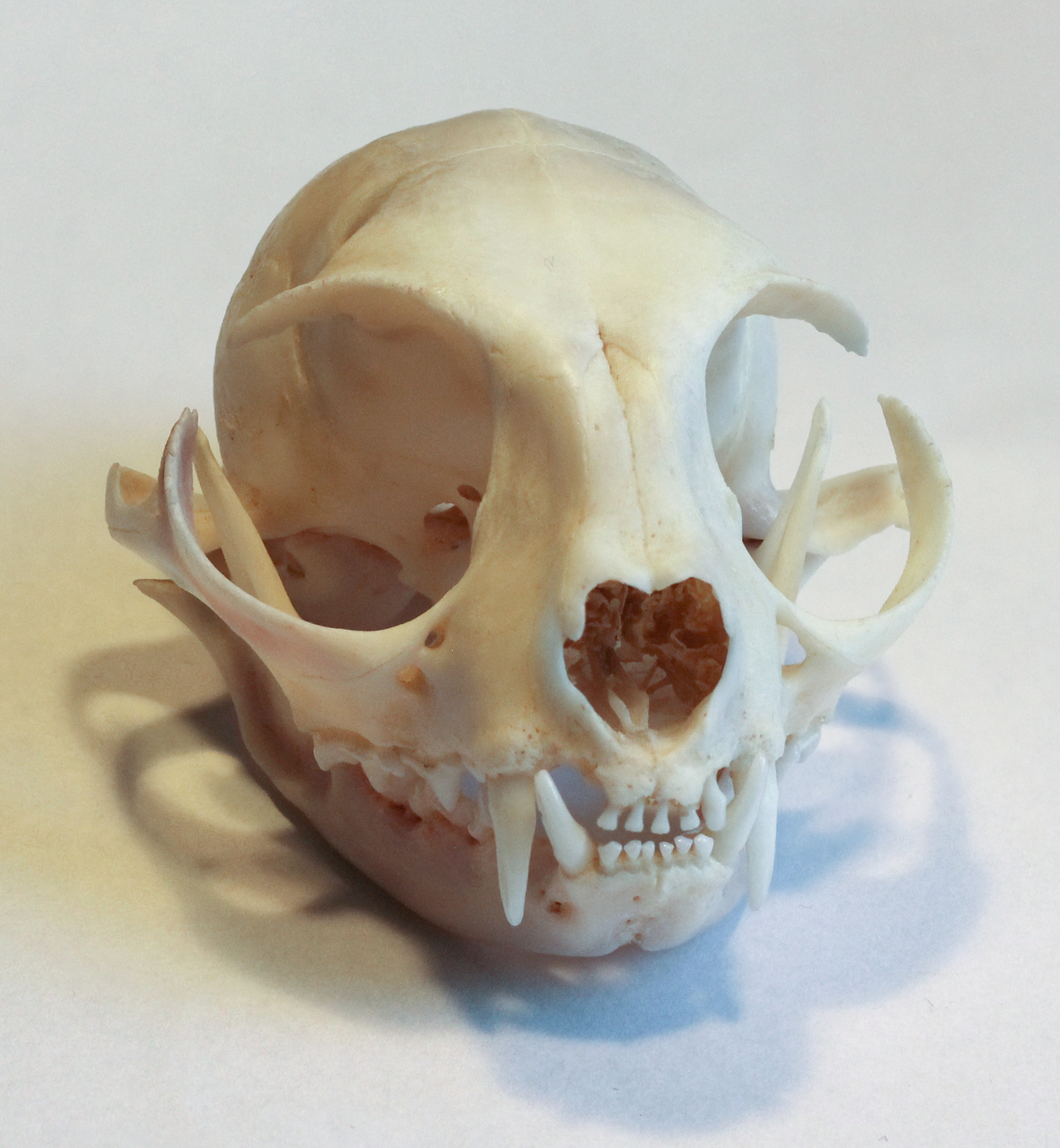
貓頭骨，一個典型的肉食頭骨
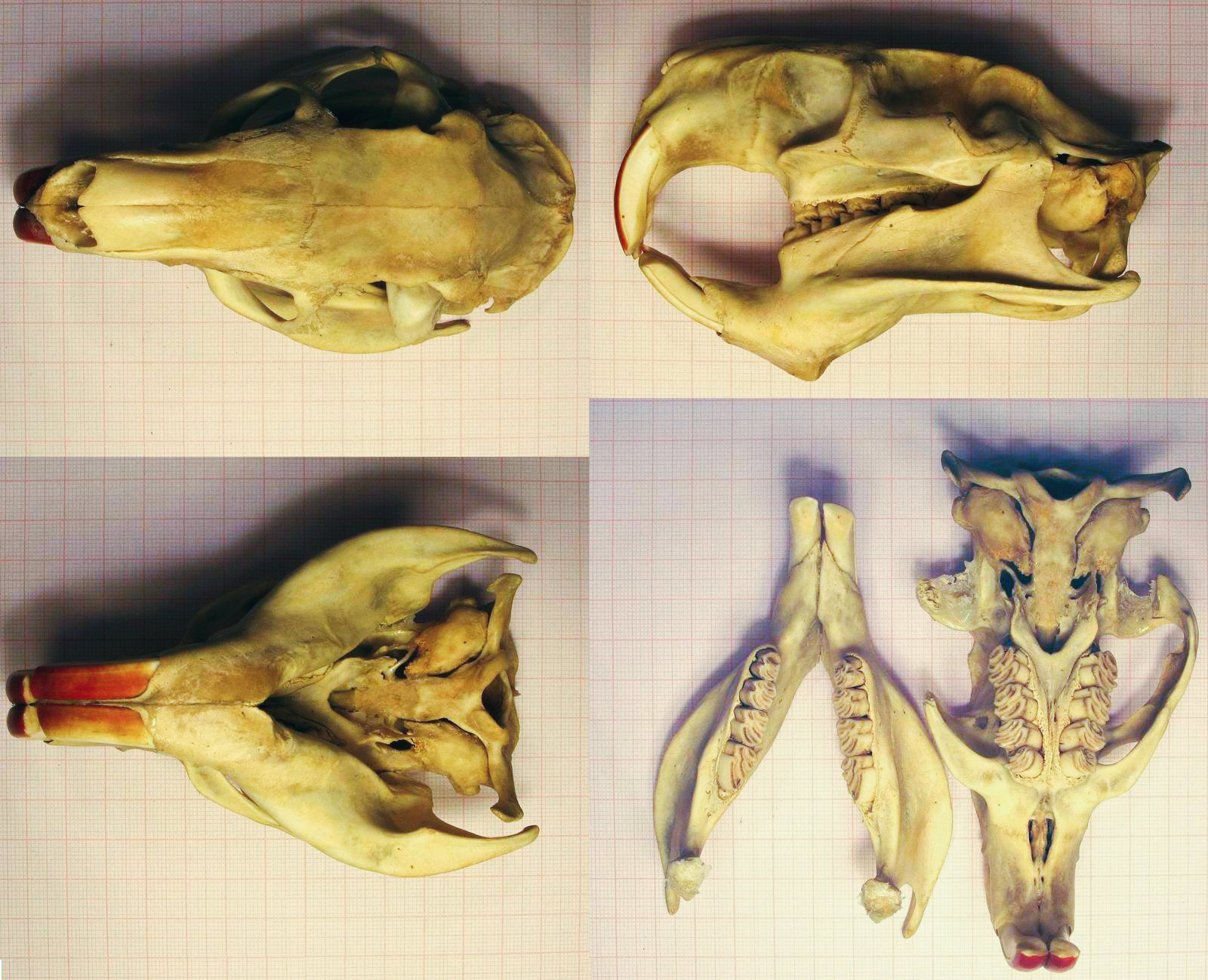
河狸鼠頭骨，一個典型的囓齒動物（rodent）
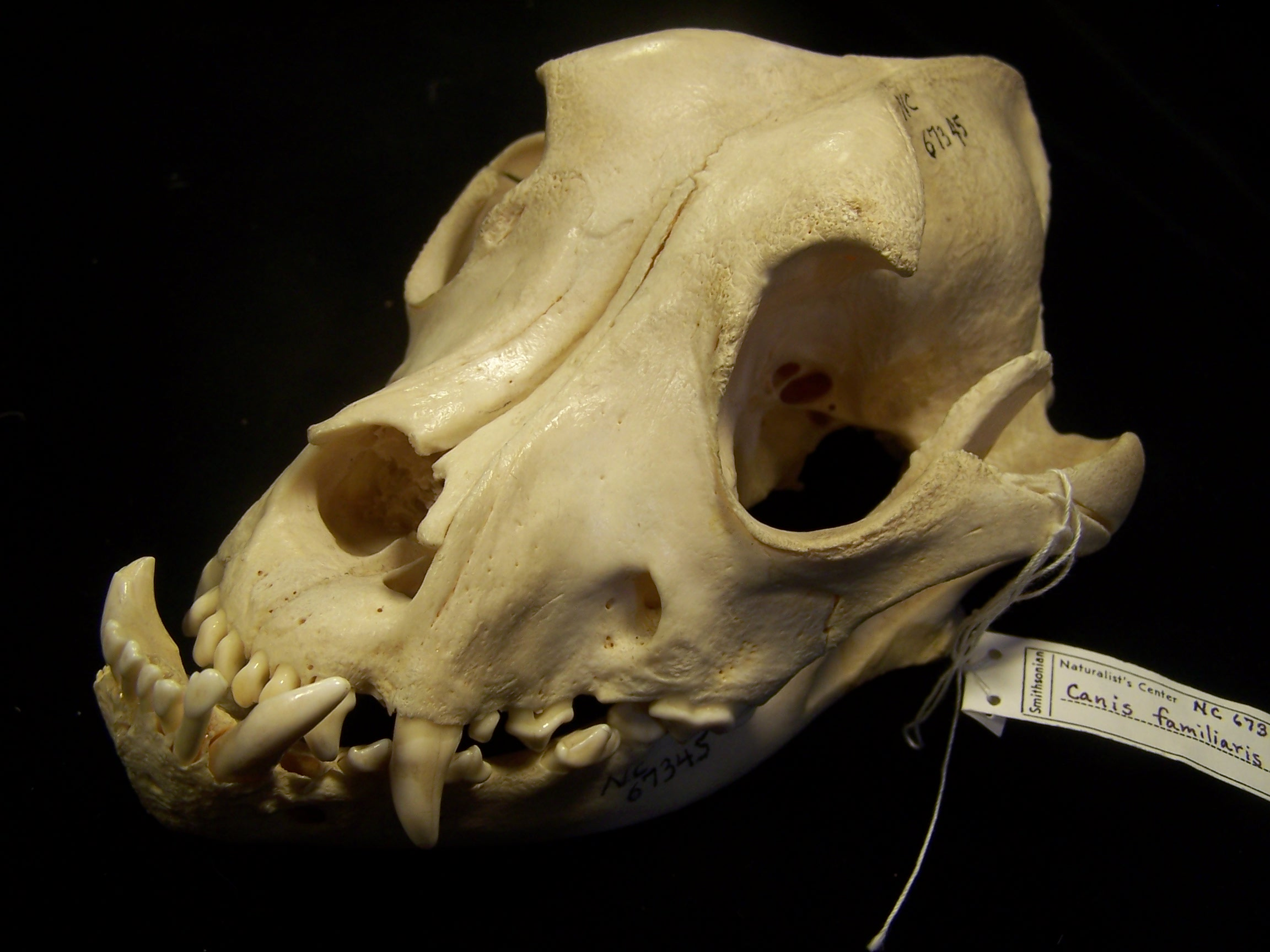
牛頭犬頭骨
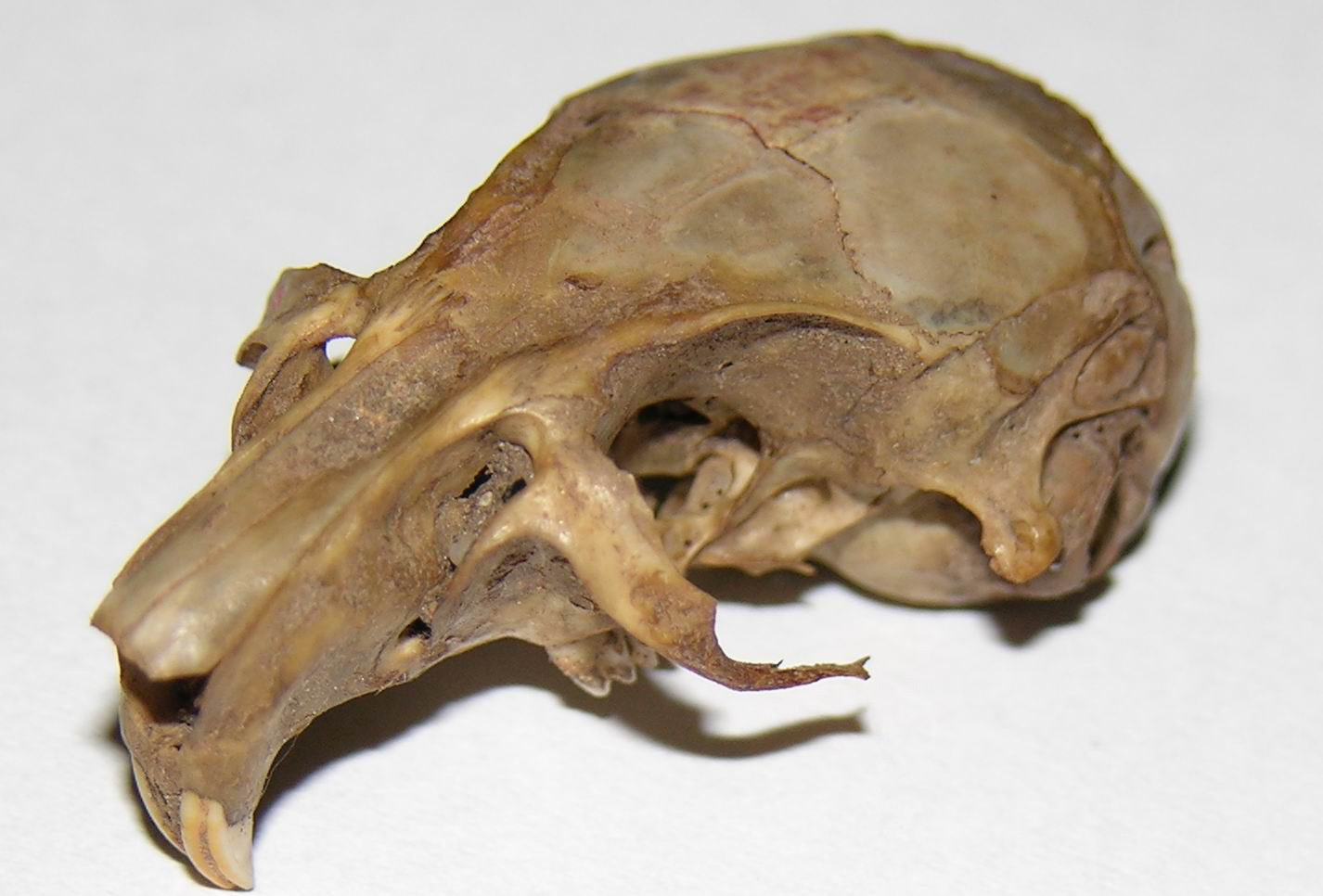
沙鼠的頭骨

### 鳥類的头骨

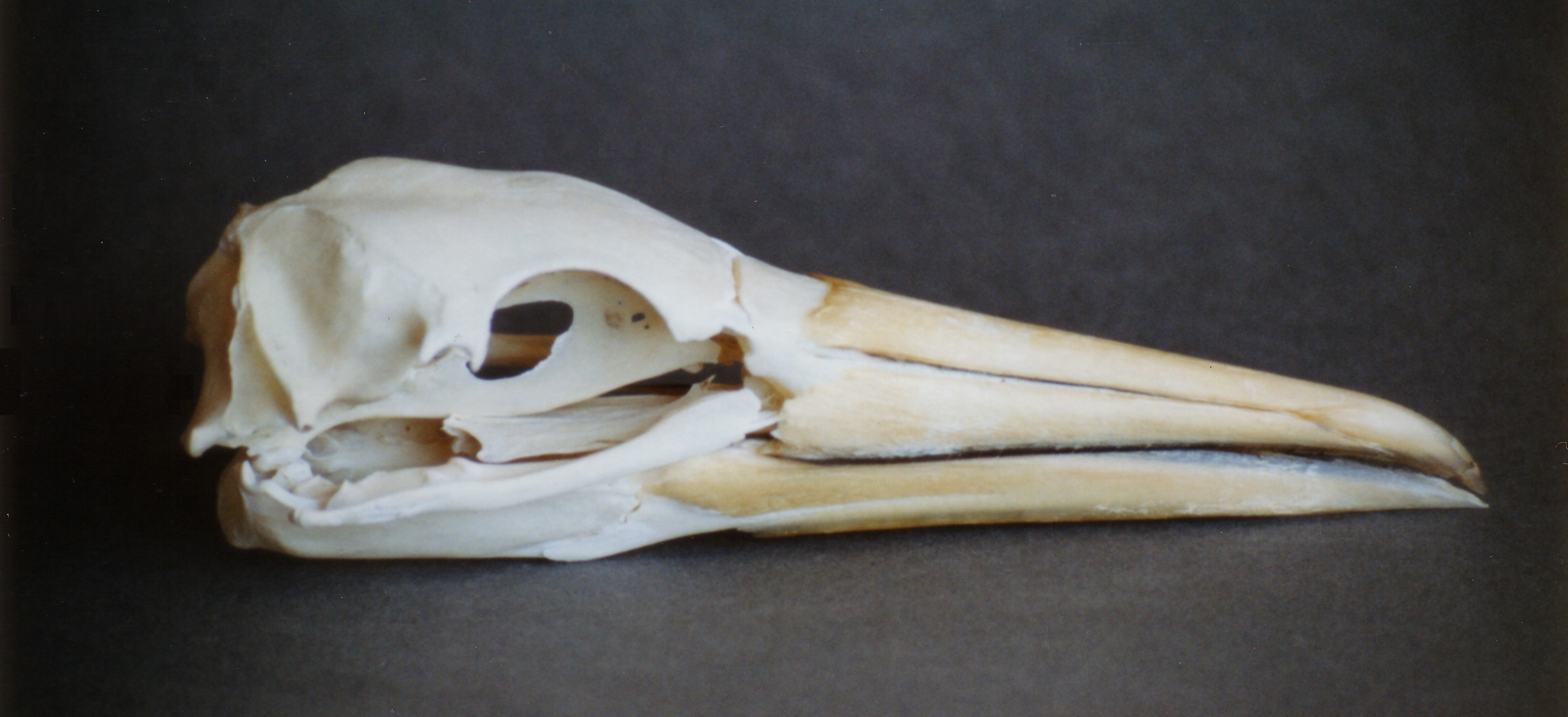
北方塘鵝的头骨
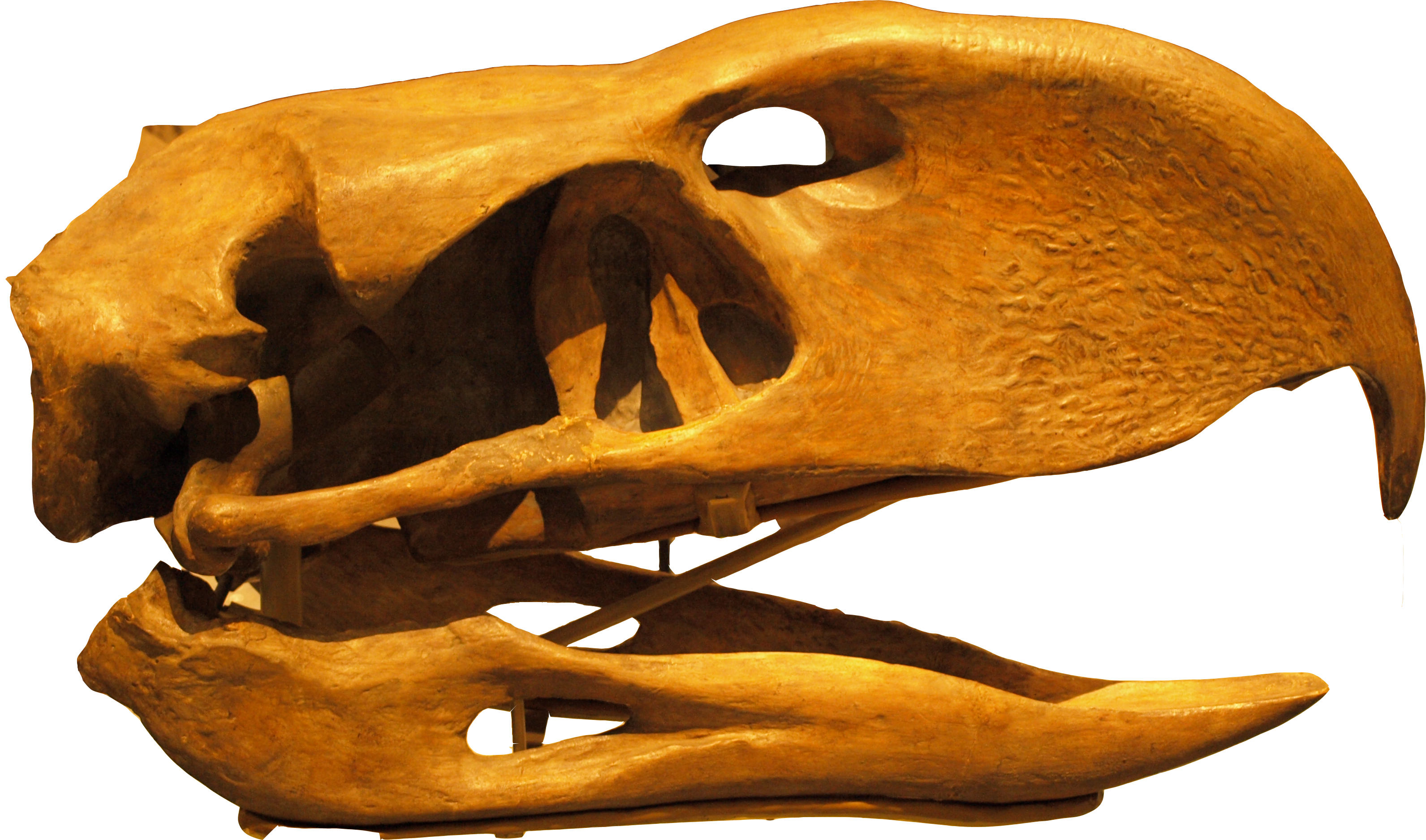
恐鶴的头骨

### 爬蟲類的头骨

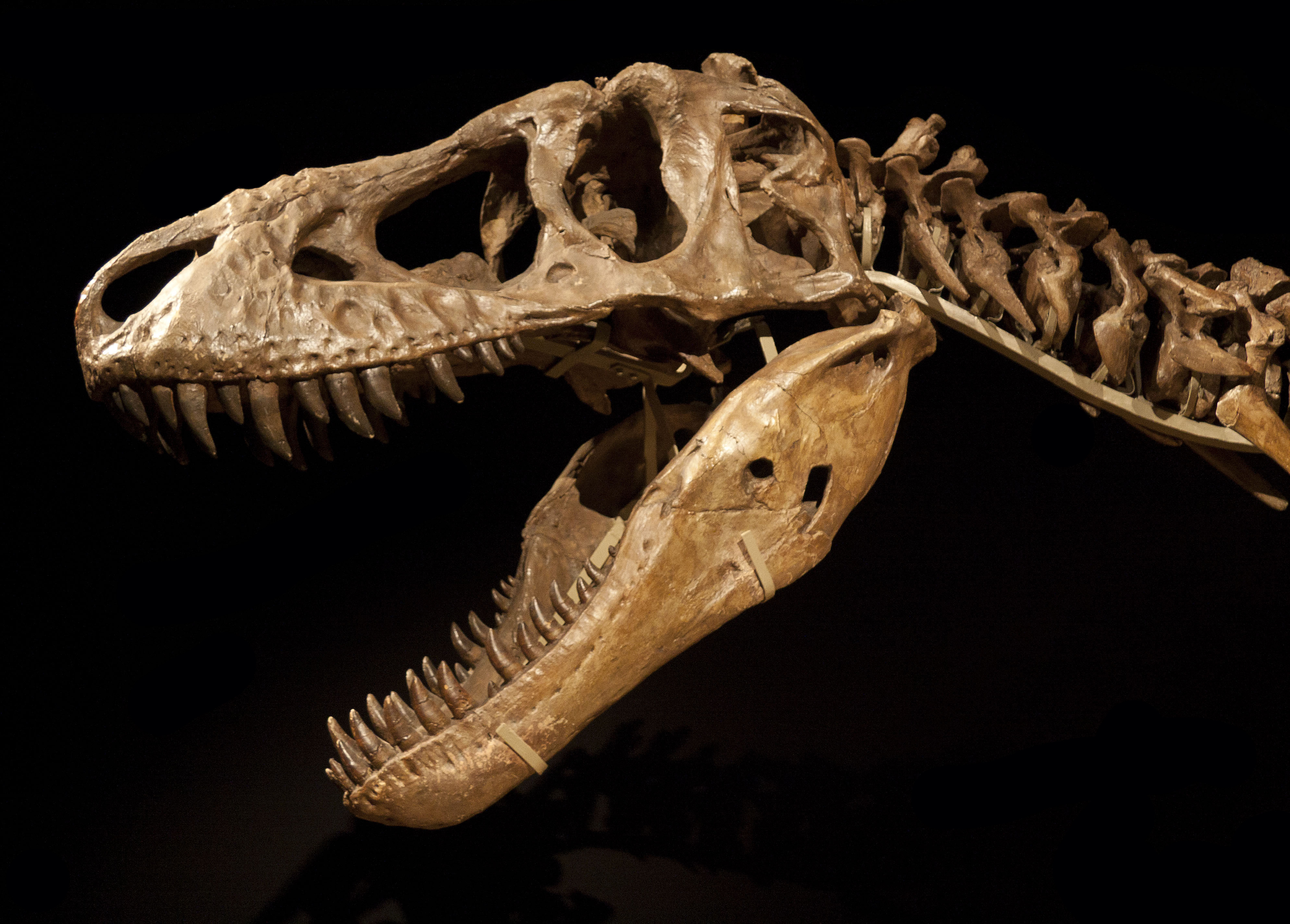
特暴龍頭骨
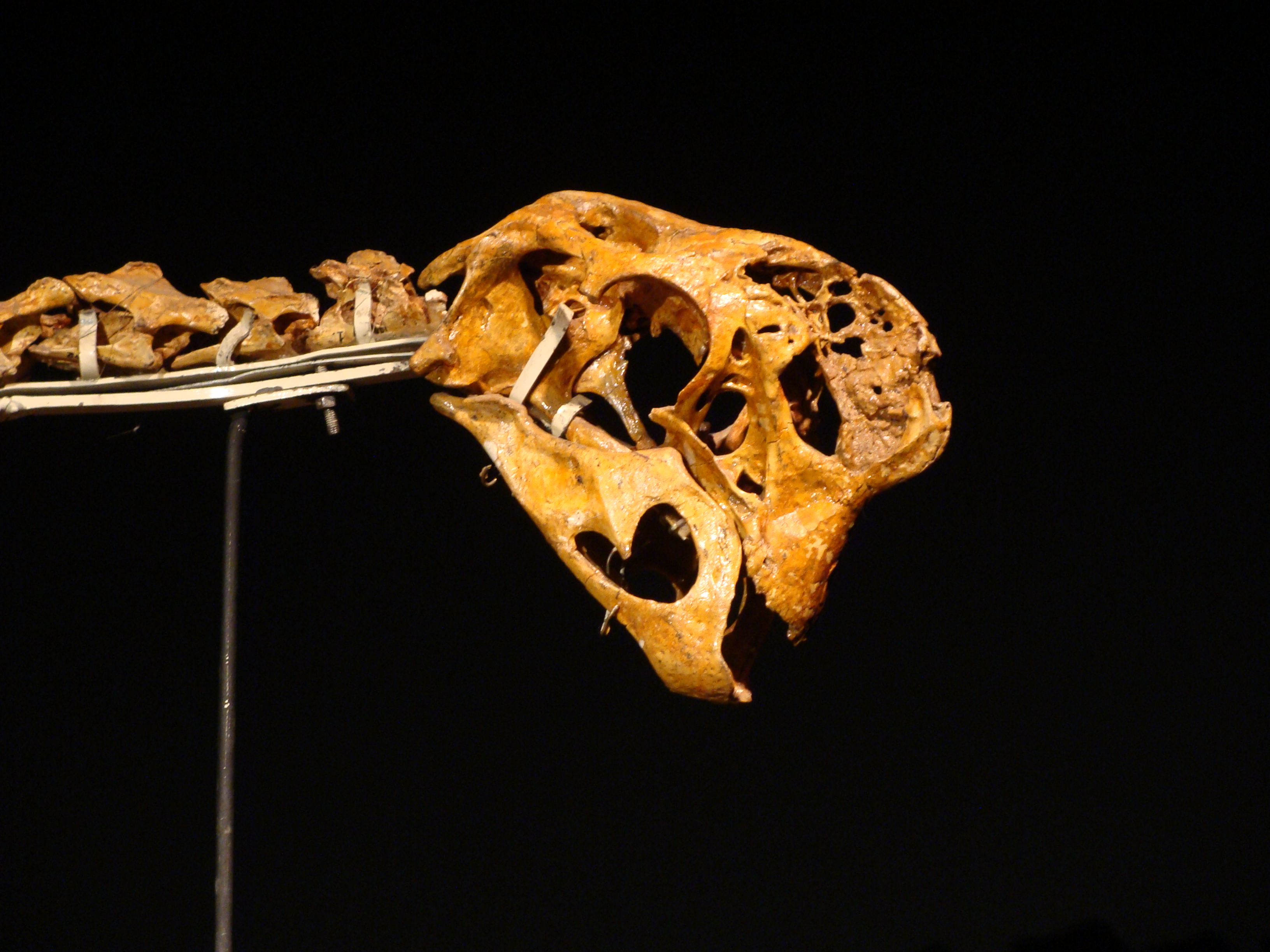
葬火龍頭部骨骼特寫

## 备注
1. ↑  有关头骨（skull）与颅骨（cranium）的境界定义，各解剖学家与骨学家并不一致（英语界不一致[2][3]，汉语界亦不一致），这可能是因为 cranium 语源来自希腊语 krāníon 及中世纪拉丁语 crānium，其本身意义就是英语 skull。而汉字“颅”本义为头盖，又指头骨（头部的骨性部分）、头部。